# Valeur d'adhérence
Pour les articles homonymes, voir Adhérence.
En topologie, si (un)n∈ℕ est une suite à valeurs dans un ensemble E, une valeur d'adhérence de la suite (un) est un point de E près duquel s'accumulent une infinité de termes de la suite. Pour donner un sens mathématique à cela, il faut pouvoir mesurer la proximité, ce qui nécessite de munir E d'une topologie. La notion de valeur d'adhérence dépend alors de la topologie choisie. Dans un espace où tout point admet une base dénombrable de voisinages (c'est le cas notamment dans un espace métrique, comme ℝ ou ℂ) les valeurs d'adhérence d'une suite sont les limites de ses suites extraites. Cette dernière propriété est souvent prise comme définition d'une valeur d'adhérence, mais n'est cependant pas équivalente à la définition la plus générale.

## Cas des suites réelles

### Définition et caractérisation
Soient (un)n∈ℕ une suite réelle et y un nombre réel, on dit que y est une valeur d'adhérence de (un) si
pour tout réel {\displaystyle \varepsilon >0}, l'ensemble {\displaystyle \left\{n\in \mathbb {N} \mid |u_{n}-y|<\varepsilon \right\}} est infini
ou, ce qui est équivalent, si
pour tout réel {\displaystyle \varepsilon >0}, {\displaystyle \forall N\in \mathbb {N} \quad \exists n\geq N\quad |u_{n}-y|<\varepsilon }.
Le fait que ℝ est un espace métrique permet de caractériser plus simplement les valeurs d'adhérence d'une suite réelle (voir infra) : y est une valeur d'adhérence de (un) si et seulement si
il existe une sous-suite de (un) qui converge vers y.

### Exemples
- La suite ((–1)n) admet 1 et –1 comme valeurs d'adhérence. En effet, les termes pairs sont constants à 1 et les termes impairs constants à –1.
- La suite (sin(n)) admet l'intervalle [–1, 1] comme ensemble de valeurs d'adhérence. Ceci résulte du fait que ℤ + 2πℤ est dense dans ℝ.
- La suite ((–1)nn) n'admet pas de valeur d'adhérence dans ℝ. Mais dans la droite réelle achevée, la même suite admet +∞ et –∞ comme valeurs d'adhérence.
- La suite ((–1)nn + n) admet 0 comme unique valeur d'adhérence mais ne converge pas. Dans la droite réelle achevée, la même suite admet +∞ et 0 comme valeurs d'adhérence.

## Cas général
La notion de valeur d'adhérence d'une suite dans un espace topologique généralise celle de valeur d'adhérence d'une suite réelle sous sa formulation propriété 2, laquelle signifiait, dit informellement, que chaque intervalle ]y – ε, y + ε[ contient « une infinité de termes » de la suite.

### Définitions
Définition — Soient E un espace topologique, (un)n∈ℕ une suite d'éléments de E et y un élément de E.
On dit que y est une valeur d'adhérence de la suite (un) si, pour tout voisinage V de y, il existe une infinité d'indices n tels que un appartienne à V.
Ceci équivaut à dire que y est dans l'adhérence de chacun des ensembles {un, n ≥ N}.
Intuitivement, la suite repasse aussi près que l'on veut de la valeur d'adhérence pour des indices arbitrairement grands. (C'est une condition plus forte que de demander que y soit adhérent à l'image de la suite, i.e. à {un, n ≥ 0}.)
Une condition évidemment suffisante mais non nécessaire est que tout voisinage de y contienne une infinité de valeurs de la suite, c'est-à-dire que y soit un point d'accumulation de l'image.
Une autre condition suffisante est l'existence d'une sous-suite de (un) qui converge vers y. Cette dernière condition est également nécessaire si l'espace E est métrisable ou plus généralement à bases dénombrables de voisinages.
Plus généralement, si f est une application d'un ensemble A dans un espace topologique E et si ℱ est un filtre sur A, on dit qu'un élément y de E est une valeur d'adhérence de f suivant ℱ s'il est adhérent au filtre image, c'est-à-dire si y est adhérent aux images par f de tous les éléments de ℱ. Le cas des suites correspond au filtre de Fréchet sur ℕ. Un autre cas important est celui du filtre des voisinages d'un point a de A, si A est muni d'une topologie : on dit alors que y est une valeur d'adhérence de f au point a (si a est seulement un point adhérent à A dans un espace topologique ambiant, on remplace les voisinages de a par leur trace sur A).

### Exemples
- Les valeurs d'adhérence au point 0 de la fonction numérique x ↦ sin(1/x) sont tous les réels compris entre –1 et 1 (voir Courbe sinus du topologue).
- Dans l'espace d'Arens-Fort — qui est l'ensemble ℕ2 muni d'une topologie particulière — le point (0, 0) est valeur d'adhérence de toute suite exhaustive d'éléments de ℕ2\{(0, 0)} mais n'est limite d'aucune sous-suite.

## Ensemble des valeurs d'adhérence
Les exemples montrent que l'ensemble des valeurs d'adhérence d'une suite peut être vide ou avoir un ou plusieurs éléments, voire une infinité.
Cet ensemble F est toujours fermé. En effet, la formulation ensembliste de la définition ci-dessus est
(où A désigne l'adhérence de A), ce qui montre que F est fermé, comme intersection de fermés.
Dans un espace dénombrablement compact, cet ensemble est toujours non vide et s'il est réduit à un élément y alors la suite converge vers y. Dans un espace quasi-compact, cette non-vacuité et cette condition suffisante de convergence s'étendent à un filtre quelconque.
Dans le cas d'une suite à valeurs dans ℝ, le plus petit et le plus grand élément de ce fermé sont respectivement les limites inférieure et supérieure de la suite.